# Ruder-Europameisterschaften 2019
Die Ruder-Europameisterschaften 2019 wurden vom 31. Mai bis 2. Juni 2019 in Luzern auf dem Rotsee in 17 verschiedenen Wettbewerbsklassen über die olympische Wettkampfdistanz von 2000 Metern ausgetragen. Alle Finals fanden am 2. Juni statt.
Teilnahmeberechtigt war jeweils eine Mannschaft je Wettbewerbsklasse aus den 46 europäischen Mitgliedsverbänden des Weltruderverbandes (FISA). Eine Qualifikationsregatta existierte nicht.
Die Ruder-Europameisterschaften fanden nach 1908, 1926, 1934 und 1947 zum fünften Mal in Luzern statt, wobei bis 1926 auf dem Vierwaldstättersee und seit 1934 auf dem Rotsee gerudert wurde. Die Ruder-Weltmeisterschaften fanden zwischenzeitlich viermal in Luzern statt, außerdem war der Rotsee Schauplatz zahlreicher Regatten des Ruder-Weltcups.

## Ergebnisse
Hier werden die Medaillengewinner aus den A-Finals aufgelistet. Diese wurden mit sechs Booten besetzt, die sich über Vor- und Hoffnungsläufe sowie Halbfinals für das Finale qualifizieren mussten. Die Streckenlänge betrug in allen Läufen 2000 Meter.

### Männer
| Bootsklasse                        | Gold | Gold    | Silber | Silber  | Bronze | Bronze  |
| ---------------------------------- | --- | ------- | --- | ------- | --- | ------- |
| Einer (M1x)                        | Deutschland Oliver Zeidler | 6:47,32 | Niederlande Stef Broenink | 6:47,51 | Belarus Pilip Pawukou | 6:47,72 |
| Leichtgewichts-Einer (LM1x)        | Ungarn Péter Galambos | 6:57,00 | Polen Artur Mikołajczewski | 6:58,98 | Italien Martino Goretti | 7:02,27 |
| Doppelzweier (M2x)                 | Polen Mirosław Ziętarski Fabian Barański | 6:13,51 | Schweiz Barnabé Delarze Roman Röösli | 6:13,60 | Rumänien Ioan Prundeanu Marian-Florian Enache | 6:13,96 |
| Leichtgewichts-Doppelzweier (LM2x) | Deutschland Jonathan Rommelmann Jason Osborne | 6:12,58 | Italien Stefano Oppo Pietro Ruta | 6:13,95 | Belgien Tim Brys Niels Van Zandweghe | 6:15,51 |
| Doppelvierer (M4x)                 | Niederlande Dirk Uittenbogaard Abe Wiersma Tone Wieten Koen Metsemakers                                                                                                | 5:35,75 | Italien Filippo Mondelli Andrea Panizza Luca Rambaldi Giacomo Gentili                                                                                              | 5:40,19 | Vereinigtes Königreich Jack Beaumont Jonathan Walton Angus Groom Peter Lambert                                                                              | 5:41,89 |
| Leichtgewichts-Doppelvierer (LM4x) | Italien Catello Amarante Lorenzo Fontana Alfonso Scalzone Gabriel Soares                                                                                               | 5:55,48 | Niederlande Hilmar Verbeek David Kampman Ward van Zeijl Bart Lukkes                                                                                                | 5:56,89 | Frankreich Leo Grandsire Hugo Beurey Benjamin David Ferdinand Ludwig                                                                                        | 5:57,05 |
| Zweier ohne Steuermann (M2-)       | Kroatien Martin Sinković Valent Sinković | 6:22,46 | Rumänien Marius-Vasile Cozmiuc Ciprian Tudosă | 6:24,53 | Spanien Jaime Canalejo Pazos Javier García Ordóñez | 6:26,31 |
| Vierer ohne Steuermann (M4-)       | Vereinigtes Königreich Oliver Cook Matthew Rossiter Rory Gibbs Sholto Carnegie                                                                                         | 5:51,01 | Polen Mikołaj Burda Mateusz Wilangowski Marcin Brzeziński Michał Szpakowski                                                                                        | 5:53,90 | Deutschland Felix Brummel Felix Wimberger Maximilian Planer Nico Merget                                                                                     | 5:56,08 |
| Achter (M8+)                       | Deutschland Johannes Weißenfeld Laurits Follert Jakob Schneider Torben Johannesen Christopher Reinhardt Malte Jakschik Richard Schmidt Hannes Ocik Martin Sauer (Stm.) | 5:25,68 | Vereinigtes Königreich Thomas Ford James Rudkin Thomas George Mohamed Sbihi Jacob Dawson Oliver Wynne-Griffith Matthew Tarrant Josh Bugajski Henry Fieldman (Stm.) | 5:26,55 | Niederlande Vincent van der Want Boudewijn Röell Jasper Tissen Ruben Knab Mechiel Versluis Bram Schwarz Bjorn van den Ende Robert Lücken Aranka Kops (Stf.) | 5:27,97 |

### Frauen
| Bootsklasse                        | Gold | Gold    | Silber | Silber  | Bronze | Bronze  |
| ---------------------------------- | --- | ------- | --- | ------- | --- | ------- |
| Einer (W1x)                        | Irland Sanita Pušpure | 7:23,18 | Schweiz Jeannine Gmelin | 7:24,04 | Tschechien Miroslava Topinková | 7:24,85 |
| Leichtgewichts-Einer (LW1x)        | Italien Federica Cesarini | 7:32,45 | Deutschland Leonie Pieper | 7:34,17 | Niederlande Marieke Keijser | 7:36,59 |
| Doppelzweier (W2x)                 | Deutschland Leonie Menzel Carlotta Nwajide | 6:49,23 | Rumänien Nicoleta-Ancuța Bodnar Simona Geanina Radiș | 6:50,56 | Italien Stefania Buttignon Stefania Gobbi | 6:51,38 |
| Leichtgewichts-Doppelzweier (LW2x) | Belarus Anastassija Janina Alena Furman | 6:58,69 | Frankreich Laura Tarantola Claire Bové | 7:00,29 | Schweiz Patricia Merz Frédérique Rol | 7:02,63 |
| Doppelvierer (W4x)                 | Deutschland Michaela Staelberg Julia Lier Franziska Kampmann Frieda Hämmerling | 6:16,69 | Niederlande Roos de Jong Inge Janssen Sophie Souwer Olivia van Rooijen                                                                                      | 6:17,08 | Ukraine Jewhenija Dowhodko Daryna Werchohljad Anastassija Koschenkowa Jana Dementjewa                                                                                                | 6:18,82 |
| Zweier ohne Steuerfrau (W2-)       | Spanien Aina Cid Virginia Díaz Rivas | 7:14,14 | Rumänien Adriana Ailincăi Maria Tivodariu | 7:15,52 | Italien Kiri Tontodonati Aisha Rocek | 7:16,22 |
| Vierer ohne Steuerfrau (W4-)       | Niederlande Elisabeth Hogerwerf Karolien Florijn Ymkje Clevering Veronique Meester | 6:24,84 | Rumänien Ioana Vrînceanu Viviana-Iuliana Bejinariu Mădălina Bereș Denisa Tîlvescu                                                                           | 6:27,92 | Polen Joanna Dittmann Monika Chabel Olga Michałkiewicz Maria Wierzbowska | 6:32,37 |
| Achter (W8+)                       | Rumänien Cristina-Georgiana Popescu Amalia Bereș Madalina-Gabriela Casu Roxana Parascanu Beatrice-Mădălina Parfenie Iuliana Popa Maria-Magdalena Rusu Roxana-Iuliana Anghel Daniela Druncea (Stf.) | 6:03,49 | Vereinigtes Königreich Fiona Gammond Zoe Lee Josephine Wratten Harriet Taylor Rowan McKellar Rebecca Shorten Karen Bennett Holly Norton Matilda Horn (Stf.) | 6:03,55 | Russland Wasilisa Stepanowa Elisaweta Kowina Jekaterina Potapowa Anna Karpowa Olga Saruba Anastassija Tichanowa Jekaterina Sewostjanowa Jelena Orjabinskaja Elisaweta Krylowa (Stf.) | 6:06,38 |

## Medaillenspiegel
| Platz | Land                   | Gold | Silber | Bronze | Gesamt |
| ----- | ---------------------- | ---- | ------ | ------ | ------ |
| 1     | Deutschland            | 5    | 1      | 1      | 7      |
| 2     | Niederlande            | 2    | 3      | 2      | 7      |
| 3     | Italien                | 2    | 2      | 3      | 7      |
| 4     | Rumänien               | 1    | 4      | 1      | 6      |
| 5     | Polen                  | 1    | 2      | 1      | 4      |
| 5     | Vereinigtes Königreich | 1    | 2      | 1      | 4      |
| 7     | Belarus                | 1    |        | 1      | 2      |
| 7     | Spanien                | 1    |        | 1      | 2      |
| 9     | Ungarn                 | 1    |        |        | 1      |
| 9     | Kroatien               | 1    |        |        | 1      |
| 9     | Irland                 | 1    |        |        | 1      |
| 12    | Schweiz                |      | 2      | 1      | 3      |
| 13    | Frankreich             |      | 1      | 1      | 2      |
| 14    | Ukraine                |      |        | 1      | 1      |
| 14    | Belgien                |      |        | 1      | 1      |
| 14    | Tschechien             |      |        | 1      | 1      |
| 14    | Russland               |      |        | 1      | 1      |
| Summe | Summe                  | 17   | 17     | 17     | 51     |